# Kuterevka
Kuterevka (dangubica) je vrsta tamburice raširene po Lici i Kordunu. Naziv je dobila po mjestu Kuterevu gdje se izrađuje. Kuterevka je jedan od najpoznatijih simbola Like, jer se svirala po prelima i čijanjima i naravno za vrijeme čuvanja stoke. Vrlo je jednostavna pa je i namijenjena pučkom glazbenom stvaralaštvu. Danas Kuterevka ima manju važnost, ali mnogi lički KUD-ovi osobito KUD "Dangubice" Kuterevo oživljaju ovaj lički instrument. Nekad je puno više majstora izrađivalo Kuterevku, a danas se svelo na nekolicinu od kojih je najpoznatiji Pave Šporčić.